# Давид Макішвілі
Давид Макішвілі (груз. დავით მაყიშვილი, нар. 22 грудня 1976, Петропавловськ-Камчатський) — підполковник армії Грузії у відставці, доброволець у Російсько-українській війні, згодом один із засновників міжнародного центру підготовки українських військових Patriot.

## Біографія

### Грузія
Народився 22 грудня 1976-го у Петропавловську-Камчатському (Росія), 1979-го сім'я переїхала до Грузії. Після закінчення середньої школи вступив до Тбіліського університету, проте на першому курсі пішов служити у армію.
1995 року розпочав навчання у Рязанському повітряно-десантному командному училищі, але через напружені російсько-грузинські стосунки залишив навчання і повернувся до Грузії. Закінчив Національну військову академію Грузії, після чого служив у миротворчих силах у зоні грузинсько-осетинського військового конфлікту у Цхінвалі та силах спеціального призначення Міністерства оборони Грузії.
Після звільнення у запас вступив до лав Французького іноземного легіону, де служив чотири роки.
Після повернення на батьківщину продовжив службу у грузинській армії: командиром окремої розвідувальної роти піхотної бригади, начальником розвідки та командиром батальйону легкої піхотної бригади. Був керівником Служби моніторингу підготовки та навчання сил спеціальних операцій Міністерства оборони Грузії. Закінчив службу командиром бригади спеціального призначення.

### Служба в Україні
2014 року у званні підполковника звільнився у запас і поїхав добровольцем на війну в Україну. Брав участь у військових операціях з батальйоном «Полтавщина», а пізніше у складі 129-го розвідувального батальйону та 79-ї аеромобільної бригади. Воював у Луганській області (Сєвєродонецьк, Лисичанськ, Рубіжне) у складі підрозділу спецпризначення МВС Луганської області. Був поранений у вересні 2015 року у боях під Зайцевим.
Разом із колегами з України, Грузії та Ізраїлю створив «Центр підготовки Patriot», де тренувались бійці підрозділів, що воювали у зоні АТО. Давид відповідав за тактичну та розвідувальну підготовку, проводив тренінги Національної гвардії, добровольців АТО та підрозділів МВС у Луганській області. Разом із іншими закордонними фахівцями і бойовими офіцерами центру «Патріот» входив у Відділ стратегічного планування Національної гвардії України, задачею якого було переведення Нацгвардії на стандарти НАТО: реформувати структуру управління та підвищити якість підготовки особового складу.

### Депортація
21 жовтня 2017-го Макішвілі (разом із двома колишніми соратниками Михеїла Саакашвілі — Михайлом Абзіанідзе та Георгієм Рубашвілі) було депортовано з України до Грузії..
25 жовтня Макішвілі розповів деякі подробиці депортації.
Саакашвілі назвав такі дії злочином, вчиненим Нацгвардією України, та подав відповідну заяву до прокуратури.
24 жовтня Генеральна прокуратура України повідомила, що якщо дії іноземця або особи без громадянства порушують законодавство про правовий статус іноземців та осіб без громадянства або суперечать інтересам забезпечення національної безпеки України, то згідно Закону України «Про правовий статус іноземців та осіб без громадянства», щодо них може бути прийнято рішення про примусове повернення на батьківщину.
Проте, на думку правозахисників, є вагомі підстави вважати, що громадян Грузії депортували без судового рішення, що є порушенням українського й міжнародного законодавства . 
Зокрема, про це заявила Уповноважена Верховної Ради України з прав людини, Валерія Лутковська. Вона повідомила, що рішення про примусове видворення чи примусове повернення іноземних громадян може бути оскаржене в суді, однак грузинським громадянам такої можливості надано не було, і звернулася до Генеральної прокуратури України, щоб та відреагувала на «протиправні дії співробітників правоохоронних та інших державних органів».